# Championnat de Extreme E 2022
Navigation
2021 2023
Le Championnat de Extreme E 2022 est la deuxième saison de la Extreme E disputée avec des SUV électriques. Comportant cinq manches, il débute le 19 février 2022 à Neom, en Arabie-Saoudite, pour se terminer le 27 novembre 2022 à Punta del Este, en Uruguay.

## Calendrier de la saison 2022[1]
| Etapes | Dates                | Evénements       | Lieux                   |
| ------ | -------------------- | ---------------- | ----------------------- |
| 1      | 19–20 février 2022   | Desert X-Prix    | Neom, Arabie saoudite   |
| 2      | 6–7 Juillet 2022     | Island X-Prix I  | Sardine, Italie         |
| 3      | 9–10 Juillet 2022    | Island X-Prix II | Sardine, Italie         |
| 4      | 24–25 Septembre 2022 | Copper X-Prix    | Antofagasta, Chili      |
| 5      | 26–27 Novembre 2022  | Energy X-Prix    | Punta del Este, Uruguay |

Courses annulées :
| Original Date     | Event         | Location             |
| ----------------- | ------------- | -------------------- |
| 7–8 Mai 2022      | Ocean X-Prix  | Écosse ou Sénégal    |
| 9–10 Juillet 2022 | Arctic X-Prix | Groenland ou Islande |

## Écuries et pilotes
| Écuries                 | no  | Pilotes Hommes                                      | Manches | Pilotes Femmes                                     | Manches |
| ----------------------- | --- | --------------------------------------------------- | ------- | -------------------------------------------------- | ------- |
| Abt Cupra               | 125 | Nasser Al-Attiyah                                   | Toutes  |                                                    |         |
| Abt Cupra               | 125 | Nasser Al-Attiyah                                   | Toutes  | Jutta Kleinschmidt Klara Andersson                 | 1-4 4-5 |
| Chip Ganassi Racing     | 99  |                                                     |         |                                                    |         |
| Chip Ganassi Racing     | 99  | Kyle LeDuc RJ Anderson                              | 1-4 5   | Sara Price                                         | Toutes  |
| McLaren                 | 58  | Tanner Foust                                        | Toutes  | Emma Gilmour                                       | Toutes  |
| Acciona/Sainz           | 55  | Carlos Sainz                                        | Toutes  | Laia Sanz                                          | Toutes  |
| X44                     | 44  | Sébastien Loeb                                      | Toutes  | Cristina Gutiérrez                                 | Toutes  |
| Xite Energy Racing      | 42  |                                                     |         |                                                    |         |
| Xite Energy Racing      | 42  | Oliver Bennett Timo Scheider Ezequiel Pérez Companc | 1 2-4 5 | Tamara Molinaro                                    | Toutes  |
| Genesys Andretti United | 23  | Timmy Hansen                                        | Toutes  | Catie Munnings                                     | Toutes  |
| JBXE                    | 22  |                                                     |         |                                                    |         |
| JBXE                    | 22  | Kevin Hansen Fraser McConnell                       | 1-4 5   | Molly Taylor Hedda Hosås                           | 1 2-5   |
| Team Rosberg            | 6   | Johan Kristoffersson                                | Toutes  | Mikaela Åhlin-Kottulinsky                          | Toutes  |
| Veloce Racing           | 5   |                                                     |         |                                                    |         |
| Veloce Racing           | 5   | Lance Woolridge Kevin Hansen                        | 1-4 5   | Hedda Hosås Christine Giampaoli Zonca Molly Taylor | 1 1-4 5 |

## Résultats
| Nr. | Dates           | Événements                       | Premier                                        | Deuxième                          | Troisième                         |
| --- | --------------- | -------------------------------- | ---------------------------------------------- | --------------------------------- | --------------------------------- |
| 1   | 19–20 février   | Desert X Prix ( Arabie saoudite) | Mikaela Åhlin-Kottulinsky Johan Kristoffersson | Laia Sanz Carlos Sainz            | Cristina Gutiérrez Sébastien Loeb |
| 2   | 6–7 Juillet     | Island X Prix 1 ( Italie)        | Sara Price Kyle LeDuc                          | Tamara Molinaro Timo Scheider     | Hedda Hosås Kevin Hansen          |
| 3   | 9–10 Juillet    | Island X Prix 2 ( Italie)        | Mikaela Åhlin-Kottulinsky Johan Kristoffersson | Cristina Gutiérrez Sébastien Loeb | Catie Munnings Timmy Hansen       |
| 4   | 24–25 Septembre | Copper X Prix ( Chili)           | Cristina Gutiérrez Sébastien Loeb              | Laia Sanz Carlos Sainz            | Klara Andersson Nasser Al-Attiyah |
| 5   | 26–27 Novembre  | Energy X Prix ( Uruguay)         | Klara Andersson Nasser Al-Attiyah              | Emma Gilmour Tanner Foust         | Cristina Gutiérrez Sébastien Loeb |

| Nr. | Dates           | Événements                       | Premier             | Deuxième           | Troisième               |
| --- | --------------- | -------------------------------- | ------------------- | ------------------ | ----------------------- |
| 1   | 19–20 février   | Desert X Prix ( Arabie saoudite) | Team Rosberg        | Acciona/Sainz      | X44                     |
| 2   | 6–7 Juillet     | Island X Prix 1 ( Italie)        | Chip Ganassi Racing | Xite Energy Racing | JBXE                    |
| 3   | 9–10 Juillet    | Island X Prix 2 ( Italie)        | Team Rosberg        | X44                | Genesys Andretti United |
| 4   | 24–25 Septembre | Copper X Prix ( Chili)           | X44                 | Acciona/Sainz      | Abt Cupra               |
| 5   | 26–27 Novembre  | Energy X Prix ( Uruguay)         | Abt Cupra           | McLaren            | X44                     |

## Classements de la saison 2022

### Système de points
Les points de la course sont attribués aux dix premiers pilotes classés. 5 points bonus sont attribués au pilote le plus rapidement dans le Super-Secteur (SS).
| Position | 1er | 2e | 3e | 4e | 5e | 6e | 7e | 8e | 9e | 10e | SS |
| Points   | 25  | 18 | 15 | 12 | 10 | 8  | 6  | 4  | 2  | 1   | 5  |

### Classement des pilotes
| Pos. | Conducteurs Conductrices                       | DES | OCE | ARC | ILE | JUR | Points |
| ---- | ---------------------------------------------- | --- | --- | --- | --- | --- | ------ |
| 1    | Cristina Gutiérrez Sébastien Loeb              | 3   | 6   | 2   | 1   | 3   | 73     |
| 2    | Johan Kristoffersson Mikaela Åhlin-Kottulinsky | 1   | 5   | 1   | 6   | 10  | 68     |
| 3    | Carlos Sainz Laia Sanz                         | 2   | 4   | 4   | 2   | 7   | 60     |
| 4    | Sara Price                                     | 4   | 1   | 7   | 4   | 6   | 57     |
| 5    | Kyle LeDuc                                     | 4   | 1   | 7   | 4   |     | 55     |
| 6    | Nasser Al-Attiyah                              | 8   | 9   | DSQ | 3   | 1   | 46     |
| 7    | Emma Gilmour Tanner Foust                      | 5   | 10  | 6   | 5   | 2   | 46     |
| 8    | Klara Andersson                                |     |     |     | 3   | 1   | 40     |
| 9    | Catie Munnings Timmy Hansen                    | 7   | 7   | 3   | 7   | 4   | 39     |
| 10   | Kevin Hansen                                   | 9   | 3   | 8   | 8   | 5   | 33     |
| 11   | Tamara Molinaro                                | 6   | 2   | 10  | 9   | 8   | 32     |
| 12   | Hedda Hosås                                    | 10  | 3   | 8   | 8   | 9   | 25     |
| 13   | Timo Scheider                                  |     | 2   | 10  | 9   |     | 21     |
| 14   | Molly Taylor                                   | 9   |     |     |     | 5   | 12     |
| 15   | Oliver Bennett                                 | 6   |     |     |     |     | 8      |
| 16   | RJ Anderson                                    |     |     |     |     | 6   | 8      |
| 17   | Lance Woolridge                                | 10  | 8   | 9   | 10  |     | 8      |
| 18   | Christine Giampaoli Zonca                      | WD  | 8   | 9   | 10  |     | 7      |
| 19   | Jutta Kleinschmidt                             | 8   | 9   | DSQ | WD  |     | 6      |
| 20   | Ezequiel Pérez Companc                         |     |     |     |     | 8   | 4      |
| 21   | Fraser McConnell                               |     |     |     |     | 9   | 2      |
| Pos. | Conductrices Conducteurs                       | DES | OCE | ARC | ILE | JUR | Points |

| Légende | Légende                |
| Couleur | Résultat               |
| ------- | ---------------------- |
| Gold    | Gagnant                |
| Silver  | 2éme place             |
| Bronze  | 3éme place             |
| Green   | Autres points position |
| Noir    | Disqualifié (DSQ)      |
| Blanc   | Non partant (DNS)      |
| Blanc   | Abandon (WD)           |
| Blanc   | Course annulée (C)     |

### Classement des écuries
| Pos. | Ecuries                                               | DES | OCE | ARC | ILE | JUR | Points |
| ---- | ----------------------------------------------------- | --- | --- | --- | --- | --- | ------ |
| 1    | Team X44 X44 Vida Carbon Racing                       | 3   | 6   | 2   | 1   | 3   | 86     |
| 2    | Rosberg X Racing                                      | 1   | 5   | 1   | 6   | 10  | 84     |
| 3    | Acciona \| Acciona/Sainz                              | 2   | 4   | 4   | 2   | 7   | 66     |
| 4    | Chip Ganassi Racing GMC Hummer EV Chip Ganassi Racing | 4   | 1   | 7   | 4   | 6   | 63     |
| 5    | McLaren XE Neom McLaren Extreme E Team                | 5   | 10  | 6   | 5   | 2   | 52     |
| 6    | Abt Cupra XE                                          | 8   | 9   | DSQ | 3   | 1   | 46     |
| 7    | Genesys Andretti United Extreme E                     | 7   | 7   | 3   | 7   | 4   | 45     |
| 8    | Xite Energy Racing                                    | 6   | 2   | 10  | 9   | 8   | 33     |
| 9    | JBXE                                                  | 9   | 3   | 8   | 8   | 9   | 27     |
| 10   | Veloce Racing                                         | 10  | 8   | 9   | 10  | 5   | 18     |
| Pos. | Ecuries                                               | DES | OCE | ARC | ILE | JUR | Points |